# Вильгельмины
Вильгельми́ны (нем. Wilhelminer) — знатная баварская семья IX века. Семья возвысилась в середине IX века усилиями братьев Вильгельма II и Энгельшалка I, детей основателя династии Вильгельма I. Семейство владело Паннонской маркой до 871 года, но их права на эти земли вызвали ряд споров, один из которых вылился в Вильгельминскую войну, против Арибонидов. В этом споре Вильгельминов поддержал Арнульф Каринтийский, а Арибонидов — Святополк I Моравский.
Семья вернула часть утраченного влияния, когда Арнульф стал королём в 887 году. Однако в 893 году баварская аристократия ослепила Энгельшалка II без королевского разрешения. В последующие годы остальные члены семьи сбежали в Моравию и вскоре исчезли со страниц истории.